# Nicolai Costenco
Nicolai Costenco (n. 21 decembrie 1913, Chișinău – d. 29 iulie 1993, Chișinău) a fost un scriitor și poet român basarabean. A fost exilat și deportat în Siberia în 1941.

## Biografie
A studiat la Liceul B.P.Hașdeu din Chișinău și la Universitatea din Iași. Debutează la 1932, prima carte datând din 1937. Până în 1940 colaborează la revista Viața Basarabiei. În volumele Poezii (1937), Ore (1939), Elegii păgâne (1940), Cleopatra (1940) are versuri ce oscilează între dorința de mai bine și tristețea dezolantă cauzată de minciuna vieții. Fiind regionalist și având convingeri pro-sovietice, el alege să rămână la Chișinău și după ocupația sovietică a Basarabiei și Bucovinei de Nord. Din 1940 până în 1955 a fost deportat în Siberia, pentru că a susținut că limba moldovenească și limba română sunt una și aceeași.
Creează o poezie vulcanică, ce găsește pentru lava interioară a trăirii erupții exterioare de pajuri de foc și nori de cenușă, pe care o îngemănează în culegerile Poezii alese (1957), Poezii noi (1960), Poezii și poeme (1976), Scrieri (2 volume, 1979) și romanul Severograd (2 volume, 1963, 1970).

## Premii
Nicolai Costenco a fost decorat cu următoarele distincții:
- Medalia „Pentru vitejie în muncă” (1960)
- Medalia „Veteran al muncii” (1975)
- Premiul de încurajare al Consiliului Central al Sindicatelor din URSS și al Comitetului de Conducere al Uniunii Scriitorilor din URSS, pentru romanul Severograd (1976)
- titlul onorific „Scriitor al poporului din RSS Moldovenească” (1988)
- Premiul de Stat al RSSM (1990)
- membru de onoare al Academiei de Științe a Moldovei (1992)
- Ordinul Republicii (2010, post-mortem)[4]

## Legături externe
- „Un scriitor al rezistenței și al continuității”. Timpul de dimineață. 5 februarie 2007. Arhivat din originalul de la 27 septembrie 2007. Accesat în 16 ianuarie 2018.